# Manolo e Irene
Manolo e Irene es una serie de historietas creada desde 1978 por Manel Ferrer, la más famosa de las suyas. Se centra en las desventuras de la pareja homónima, presentadas siempre de manera cómica.

## Trayectoria editorial
Manel Ferrer creó la serie para el semanario "El Papus" en 1978. Ya al año siguiente, empezó a recopilarse de forma monográfica:
- 1979 Manolo Show (Cumbre: Autores Nacional Show);
- 1979 Manolo e Irene, II (Dronte);
- 1979 Manolo e Irene, III (Dronte);
- 1980 Manolo e Irene, IV (Dronte);
- 1980 Manolo e Irene, V (Dronte);
- 1980 Manolo e Irene (Amaika);
- 1980 Las historias de Manolo e Irene (Amaika).[1]

En 1982 contó con su propia revista y más monográficos:
- 1982 Manolo e Irene (autoedición);
- 1982 Más aventuras de Manolo e Irene (autoedición);
- 1982 Manolo de las Galaxias (autoedición);
- 1983 Más aventuras del Manolo y la Irene (autoedición).[1]

En 1990 Manel Ferrer recuperó la serie con el título de El Manolo y la Irene para el "El Jueves", cuya editorial la recopiló dentro de la colección 'Pendones del Humor:
- 1991 Manolo e Irene (El Jueves: Pendones del Humor, núm. 76);
- 1992 Manolo e Irene (El Jueves: Pendones del Humor, núm. 89);
- 1994 Manolo e Irene (El Jueves: Pendones del Humor, núm. 102);
- 1995 El Manolo y la Irene (El Jueves: Pendones del Humor, núm. 125).[1]

Además, Manolo se publicaba también en "Puta Mili" desde 1992.

## Valoración
Para el teórico Jesús Cuadrado, Manolo e Irene destaca por el ingenio de sus guiones.